# Pontypridd United Association Football Club
El Pontypridd United Association Football Club es un club de fútbol de Gales, con sede en Pontypridd. Fue fundado en 1992 y compite en la Cymru South, segunda categoría del fútbol galés.

## Historia
Fue fundado en el año 1992 en la ciudad de Pontypridd luego de que el Pontypridd Sports & Social Club se fusionara con el Ynysybwl Athletic AFC, jugando en las divisiones locales hasta que en la temporada 2006/07 logra el ascenso a la Welsh Football League First Division, temporada en la que fue considerado como mata gigantes luego de haber eliminado a dos equipos de segunda división y uno de la Liga Premier en la Copa de Gales. Se mantuvieron en la segunda división por dos temporadas luego de descender en la temporada 2007/08.
Posteriormente estuvieron entre la segunda y tercera división nacional hasta que en la temporada 2021/22 termina de subcampeón de la liga sur, pero como el campeón no tuvo la licencia para participar en la primera división, obtuvieron el ascenso a la Welsh Premier League por primera vez en su historia.

## Palmarés

### Torneos nacionales
- Tercera División de Gales (1): 2015-16